# Kalyan-Dombivli
Kalyan-Dombivli (auch Kalyan-Dombivali, Marathi कल्याण डोंबिवली, Kalyāṇ-Ḍombivlī) ist eine Stadt im indischen Bundesstaat Maharashtra. 
Sie gehört zum Großraum der Metropole Mumbai (Bombay) und hat rund 1,2 Millionen Einwohner (Volkszählung 2011). Sie entstand 1982 durch Zusammenlegung der Verwaltungen der beiden Städte Kalyan und Dombivli.